# 柔
 (octobre 2020).
Si vous disposez d'ouvrages ou d'articles de référence ou si vous connaissez des sites web de qualité traitant du thème abordé ici, merci de compléter l'article en donnant les références utiles à sa vérifiabilité et en les liant à la section « Notes et références ».
柔 est un kanji composé de 9 traits et fondé sur 木. Il se lit ジュウ (jū) ou ニュウ (nyu) en lecture on et やわ (yawa) en lecture kun. Il signifie « doux, moelleux, souple, flexible ».
Son caractère Unicode est 67D4.

## Utilisation
Ce kanji est utilisé dans le nom du sport ju-jitsu 柔術: 
- 柔 (retranscrit jū, "la souplesse")
On le retrouve dans judo 柔道, voie de la souplesse.
- 術 (retranscrit jutsu, "l'art" ou "la technique").